# Könskriget
Könskriget är ett två timmar långt tv-reportage av journalisten Evin Rubar som producerades av Nordisk Film och sändes i maj 2005 i två avsnitt (15 respektive 22 maj) i programmet Dokument inifrån på Sveriges Television. Reportaget handlar om radikalfeminism och dess inflytande i svensk politik. Det blev mycket uppmärksammat och åstadkom stora svallvågor i media och debatt. Del två tilldelades journalistpriset Guldspaden, och Evin Rubar utnämndes för reportaget till "Årets förnyare" vid utdelningen av Kristallen 2005.
Ulrika Kärnborg i Dagens Nyheter påstod att programmet gav en felaktig bild av händelserna på det läger som anordnades sommaren år 2003 av föreningen Bellas vänner, eftersom SVT byggt sin skildring uteslutande på en källa som i samband med arbetet med programmet varit inlagd för akuta psykiska problem på grund av sina erfarenheter med gruppen. Kärnborg hävdade vidare att SVT medvetet undvikit att låta övriga parter ge sin version av händelseförloppet. Med Evin Rubar som ombud, anmälde den utpekade källan Kärnborgs artikel till Pressombudsmannen, där den klandrades såsom varande integritetskränkande och brista allvarligt i saklighet.
Del ett av Könskriget fälldes i Granskningsnämnden för partiskhet, eftersom två personers version av händelseförloppet på Bellas vänner-lägret varken efterfrågats i tid eller presenterats i programmet. Rubar och programmets redaktör, Johan Brånstad, har anmält Granskningsnämnden till Justitieombudsmannen, eftersom de anser att jävsituation föreligger då en av ledamöterna i Granskningsnämnden, Lena Adelsohn Liljeroth, haft ett förflutet inom Roks. Del två av programmet friades men kritiserades.

## Reportagen
I Könskriget granskades främst följande organisationer och personer:
- Riksorganisationen för kvinnojourer och tjejjourer i Sverige (Roks)
- den sedermera upplösta organisationen Bellas vänner
- Margareta Winberg, fd jämställdhetsminister/vice statsminister
- Gunilla Ekberg, anställd vid Näringsdepartementet som regeringens sakkunnige inom frågor som rör människohandel och prostitution
- professor Eva Lundgren.

I den första delen berättas om hur kvinnan Caroline skall medverka i ett läger arrangerat av föreningen Bellas vänner, kopplad till Roks. Enligt reportaget urartade lägret snart till en flykt genom Sverige och Norge där Caroline upplevde sig som kidnappad. I reportaget framställs det även som om de som ledde lägret inte vågade kontakta polis, ett påstående som Granskningsnämnden senare konstaterade vara felaktigt.
Roks kritiserades också för att alltför lättvindigt ta till sig teorier om satanistiska nätverk genom att hänvisa till våldsforskaren Eva Lundgren, vars forskning har utövat ett stort inflytande på organisationen. Dessutom framkom att organisationen arbetar aktivt för att teorin om könsmaktsordningen skall vara den dominerande feministiska teorin i Sverige, och att man därför varit tveksam till behandling av våldsamma män. Detta eftersom man hävdar att resurser och uppmärksamhet som borde ägnas offren då används till förövarna och framför allt för att detta kan riskera att de misshandlande männen beskrivs som sjuka och avvikande, något som enligt anhängarna till teorin inte är ett faktum. Enligt dessa slår män kvinnor för att behålla makten över dem och använder bara den mängd våld som behövs för detta, och i många fall klarar männen av att dominera utan att gå så långt som till att misshandla.
Roks ordförande Ireen von Wachenfeldt intervjuades i programmet och gjorde där flera kontroversiella uttalanden, refererat från Valerie Solanas feministiska skrift SCUM-manifestet. I ett pressmeddelande efter programmet skrev von Wachenfeldt att hon inte ansåg män vara djur och att uttalandet var ryckt ur sitt sammanhang. Ursäkten tog hon dock tillbaka senare i en intervju i tidskriften Mana: "Jag skulle ha sagt att män är värre än djur. En del våldsamma män kan till och med njuta av kvinnors lidande. Det gör inte djuren".

## Efterverkningar
Reportagen fick ett stort avtryck i den svenska massmediala debatten och fick flera konsekvenser. Bland annat beslutade Uppsala universitet om att inleda en granskning av Eva Lundgrens forskning. Lundgren friades senare men med stark kritik, och universitetet valde att kraftigt skära ner hennes tilldelning av anslag, vilket i princip skar av tillflödet av nya doktorander, möjligheter till deltagande i symposier och konferenser och så vidare för hennes avdelning. Ireen von Wachenfeldt meddelade den 6 juli 2005 sin avgång som ordförande för Roks. Sedan reportagen har en tredjedel av Roks medlemsjourer lämnat organisationen.
Reportagen fick ett rekordstort antal anmälningar till Granskningsnämnden (174 stycken totalt). De första anmälningarna av programmet ledde inte till någon fällning men väl kritik för brist på saklighet. Efter ännu en anmälan från två av de andra kvinnor som varit med om de händelser som skildras i del ett av programmet, fälldes denna del av Granskningsnämnden för partiskhet, eftersom de övriga kvinnornas version av händelseförloppet varken efterfrågats i tid eller presenterats i programmet. Detta beslut ledde till att programmakarna anmälde Granskningsnämnden till Justitieombudsmannen för jäv, eftersom en av ledamöterna i nämnden, Lena Adelsohn Liljeroth, själv varit aktiv i en kvinnojour knuten till Roks.
I riksdagen diskuterades det att dra in det ekonomiska stödet till Roks. Gudrun Schyman, talesperson för Feministiskt initiativ, bemötte och ifrågasatte Rubars huvudargument i en debattartikel i Svenska Dagbladet den 24 maj 2005.
Reportaget bidrog även till att Evin Rubar belönades med tv-priset Kristallen och SVT:s jämställdhetspris.